# Vz. 52
El Vz. 52 (a menudo erróneamente llamado "CZ 52") es un fusil semiautomático fabricado poco después de la Segunda Guerra Mundial en Checoslovaquia y diseñado por los hermanos Jan y Jaroslav Kratochvíl. Su nombre completo es 7,62 Samonabíjecí puška vzor 52. Vz. 52 es la abreviatura de vzor 52, que significa "modelo 52" en idioma checo. Usaba la munición 7,62 × 45 mm vz. 52 y al fabricarse el modelo Vz. 51/57, se modificó para la munición cal. 7,62 × 39 mm. Se le considera a la vez fiable y preciso, a pesar de que es más largo y más pesado que otros fusiles de asalto posteriores, como el Vz. 58. Los primeros 5000 fusiles Vz. 52 fueron producidos por la empresa estatal Považská strojárne sita en Považská Bystrica, pero debido a las dificultades de producción la fabricación pasó a manos de la firma Česká Zbrojovka Uherský Brod.

## Detalles de diseño
El Vz. 52 es un fusil semiautomático con un mecanismo de cerrojo rotativo accionado por gas. El cerrojo está bloqueado por dos tetones que encajan en las ranuras mecanizadas del cajón de mecanismos. Sin embargo, a diferencia del mayormente usado mecanismo vertical del seguro por detrás, el porta cerrojo de este fusil tiene la inusual característica de su inclinación frontal para bloquear el mecanismo, mientras que el cerrojo se mueve hacia la parte trasera. El pistón es accionado por los gases residuales desde el tubo de gases con ventilación, que rodea el cañón para superar la inercia del porta cerrojo y la resistencia del muelle de retorno con el fin de desbloquear la recámara, expulsar el casquillo vacío y a continuación introducir un nuevo cartucho en la recámara.
El cañón está unido a presión al cajón de mecanismos y asegurado mediante un pasador. El seguro manual ubicado dentro del guardamonte y es accionado por el dedo índice del tirador. El mecanismo de disparo es similar al del fusil semiautomático estadounidense M1 Garand. La manija está integrada en el porta cerrojo y se encuentra en el lado derecho del fusil; esta disposición permite que el tirador recargue el fusil sin perder de vista a su objetivo.
El fusil está equipado con un punto de mira cubierto y un alza tangencial deslizante con abertura en V, regulable de 100 a 950 m. El fusil también puede usar miras telescópicas diurnas y nocturnas. La culata de una sola pieza está tallada tanto en madera de nogal como de haya barnizada; tiene un extremo ahuecado que se utiliza como compartimiento para almacenar una baqueta de limpieza, la botellín de aceite y accesorios. El fusil está provisto de una bayoneta integrada que se pliega hacia una cavidad en el lado derecho del guardamano.
El Vz. 52 es alimentado mediante un cargador extraíble con capacidad de 10 balas, pero también puede ser recargado rápidamente con peines mientras el cerrojo está abierto. Para este propósito, una guía para peines está fresada en la parte frontal del porta cerrojo, alineándose con el cargador cuando el cerrojo es fijado en posición abierta. Este es el método principal de recarga del fusil, pues a los soldados de infantería solamente se les suministraba 2 cargadores por fusil. Eyecta los casquillos con fuerza hacia adelante y hacia la izquierda.

## Conversión
Después de la presión de la Unión Soviética para adoptar su munición cal. 7,62 x 39 M43, los fusiles checos existentes fueron modificados para emplear el cartucho soviético y la posterior producción del fusil fue calibrada para esta munición y redesignado como Vz. 52/57. El Vz. 52/57 es idéntico al arma anterior, excepto por su cañón y cargador. Es poco común y generalmente se encuentran en mejores condiciones debido a su cañón con ánima y recámara cromados. Los cargadores del Vz. 52 se pueden utilizar en el Vz. 52/57, pero no tienen la misma fiabilidad.

## Sustitución

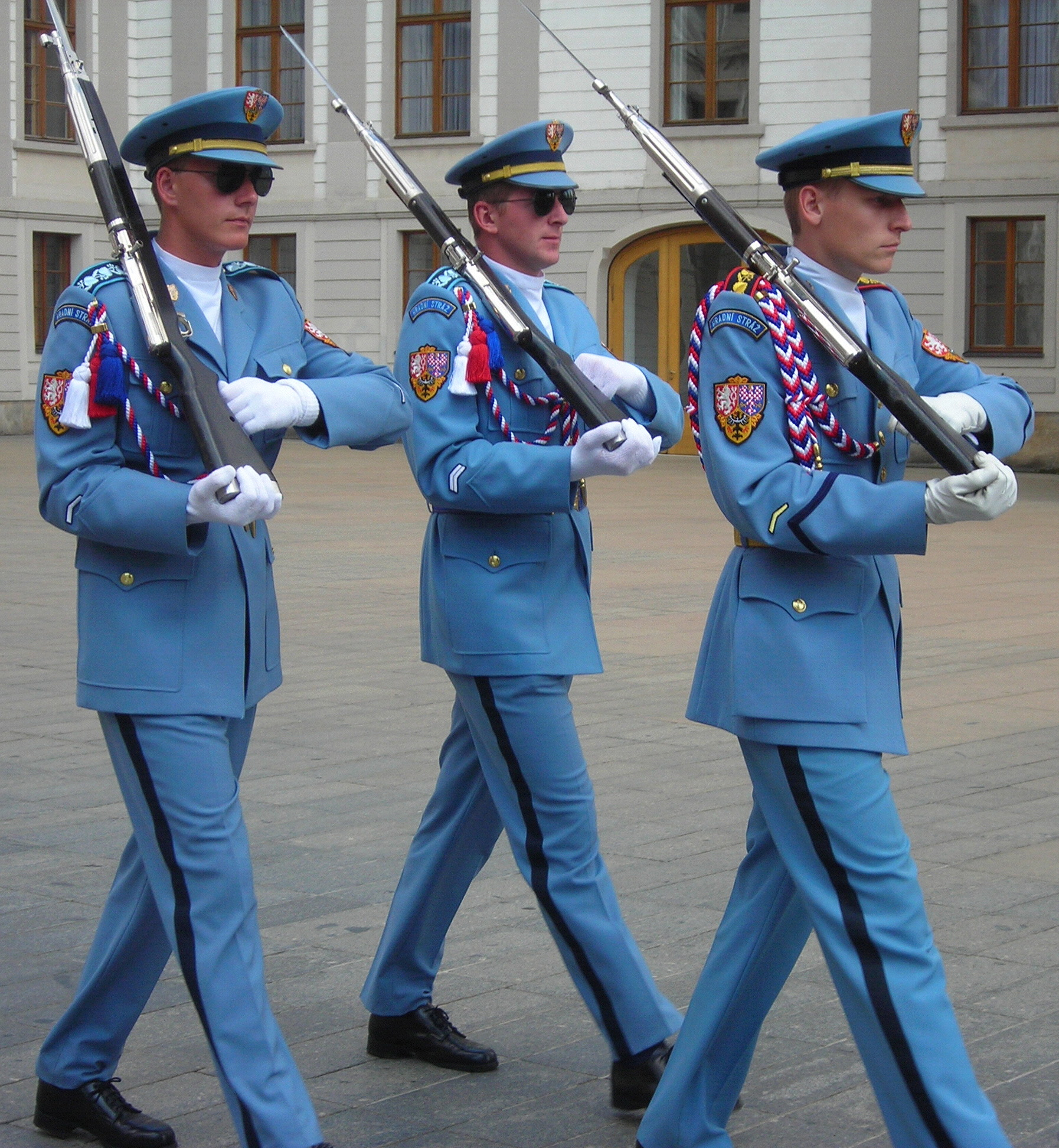
Guardias del Castillo de Praga usando el Vz. 52.

Todos los fusiles Vz. 52 fueron reemplazados rápidamente por el fusil de asalto Vz. 58, pero los anteriores fusiles fueron enviados a países aliados de la Unión Soviética durante la Guerra Fría y prestaron servicio en Afganistán, Cuba, Granada, Nicaragua y Somalia; muchos de ellos fueron usados por guerrillas.
La Guardia del Castillo de Praga usa fusiles Vz. 52 cromados y desactivados, con culata y guardamanos de madera oscura, como armas ceremoniales.

## Usuarios
- Checoslovaquia[4]
- Cuba[5]
- Egipto
- Indonesia[4]
- Israel[4]
- Granada
- Guinea-Bisáu[6]
- Nicaragua
- Nigeria[6]
- Siria
- Yemen[6]
- Zimbabue: usado por el Ejército Revolucionario del Pueblo Zimbabuense (ZIPRA) y el Ejército Africano para la Liberación Nacional de Zimbabue (ZANLA).[7]